# Peter Überbacher
Peter Überbacher (* 21. Dezember 1789 in Sarnthein; † 1. Juli 1852 ebenda) war ein österreichischer Orgelbauer.

## Leben
Peter Überbacher war Sohn eines Müllers. Den Orgelbau erlernte er autodidaktisch. In seinem Sterbeeintrag wird er als „Orgelmacher“ bezeichnet. Sein erstes nachweisbares Werk war ein Orgelpositiv in Kommodenform.

## Werkliste
| Jahr      | Ort                  | Gebäude                     | Bild | Manuale | Register | Bemerkungen                                                |
| --------- | -------------------- | --------------------------- | ---- | ------- | -------- | ---------------------------------------------------------- |
| 1813      | Klobenstein (Ritten) | Deutschordenskommende       |      | I       | 3        | [ 2 ]                                                      |
| 1817      | Dorf Tirol           | St. Johannes d. Täufer      |      | II/P    |          | von Jakob Graß begonnen und von Peter Überbacher vollendet |
| 1825–1828 | Partschins           | St. Peter und Paul          |      | II/P    | 18       |                                                            |
| 1832      | Klobenstein (Ritten) | St. Antonius                |      | I/P     | 8        |                                                            |
| 1833–1838 | Meran-Untermais      | St. Vigil (Meran)           |      | II/P    | 22       |                                                            |
| 1842      | Kuens                | St. Mauritius und Korbinian |      | I/P     | 8        |                                                            |